# Arvid Andersen
Arvid Andersen, detto Wegg (Londra, 14 marzo 1945 – Milano, 31 marzo 2012), è stato un bassista inglese.

## Carriera
Di origini norvegesi, cominciò ben presto a suonare e nel 1964 lo si trova insieme al chitarrista Ritchie Blackmore nel complesso di supporto di Neil Christian, The Crusader. Andersen si trova nel cuore della Londra musicale nei momenti in cui avviene una svolta epocale del Rock: 1960/1965: frequenta in particolare gli Yardbirds ed è stato compagno di camera di Jimmy Page.
Successivamente è ancora al fianco di Blackmore nella primavera del 1965 con Screamin Lord Sutch & The Savages, e dal dicembre di quello stesso anno al gennaio successivo in una formazione chiamata The Three Muskeeters, per una serie di date allo Star Club in Germania. In aprile ritrova Blackmore di nuovo nei Crusaders di Neil Christian e ci rimane fino a settembre, momento in cui viene contattato da Riki Maiocchi e invitato ad entrare nella formazione dei neonati The Trip, insieme a Ian Broad, Blackmore e al chitarrista William Gray. Il nome della band [The Trip] si deve proprio a Arvid "Wegg" Andersen, riferito all'avventura in Italia che il complesso si aggiungeva ad intraprendere.  
Trasferitosi in Italia nel 1966, rimarrà con The Trip fino al 1974, a seguito della forzata interruzione dovuta ad un grave incidente in cui si fratturò due vertebre, che di fatto portò allo scioglimento della band. Con il gruppo incide quattro LP tra 1970 e 1973.
Durante la convalescenza dall'incidente, vivendo ad Alassio, lavorò come DJ al Boccaccio Club di Alassio nel 1975. Abbandonata la musica a causa dei lancinanti dolori dovuti ai postumi della frattura, lavorò per una compagnia di logistica, vivendo per lunghi periodi in Egitto. Nel tempo la Svizzera divenne sua residenza. Fece in tempo a partecipare ad una applauditissima rentrée con Joe Vescovi e Furio Chirico nel Prog Festival 2010 e ad una tournée in Giappone nel 2011 prima della morte, avvenuta il 31 marzo 2012. (Nota: Fonte di questa voce è l'estensore di parte del testo, in quanto  è stato testimone diretto degli avvenimenti dal 1970 al 1974. La parte inerente alla carriera inglese è stata raccontata dallo stesso Andersen in molte occasioni pubbliche.)

## Discografia

### Album
- 1970 - The Trip (RCA Italiana)
- 1971 - Caronte (RCA Italiana)
- 1972 - Atlantide (RCA Italiana)
- 1973 - Time of Change (Trident Records)

### Singoli
- 1970 - Una pietra colorata/Incubi
- 1970 - Fantasia/Travellin' Soul
- 1971 - Believe in Yourself/Little Janie
- 1973 - Corale/Formula nova

### Collaborazioni
- Bolero Blues, brano pubblicato nella raccolta Piper 2000, ARC 1969
- Travellin' Soul e Fantasia, pubblicati nella colonna sonora del film Terzo canale, RCA 1970
- Incubi e Riflessioni, pubblicati nella raccolta Piper Pop Party, RCA 1970